# Charinus pardillalensis
Charinus pardillalensis är en spindeldjursart som först beskrevs av González-Sponga 1998.  Charinus pardillalensis ingår i släktet Charinus och familjen Charinidae. Inga underarter finns listade i Catalogue of Life.